# Royaume indo-parthe

Le royaume indo-parthe au cours de son extension

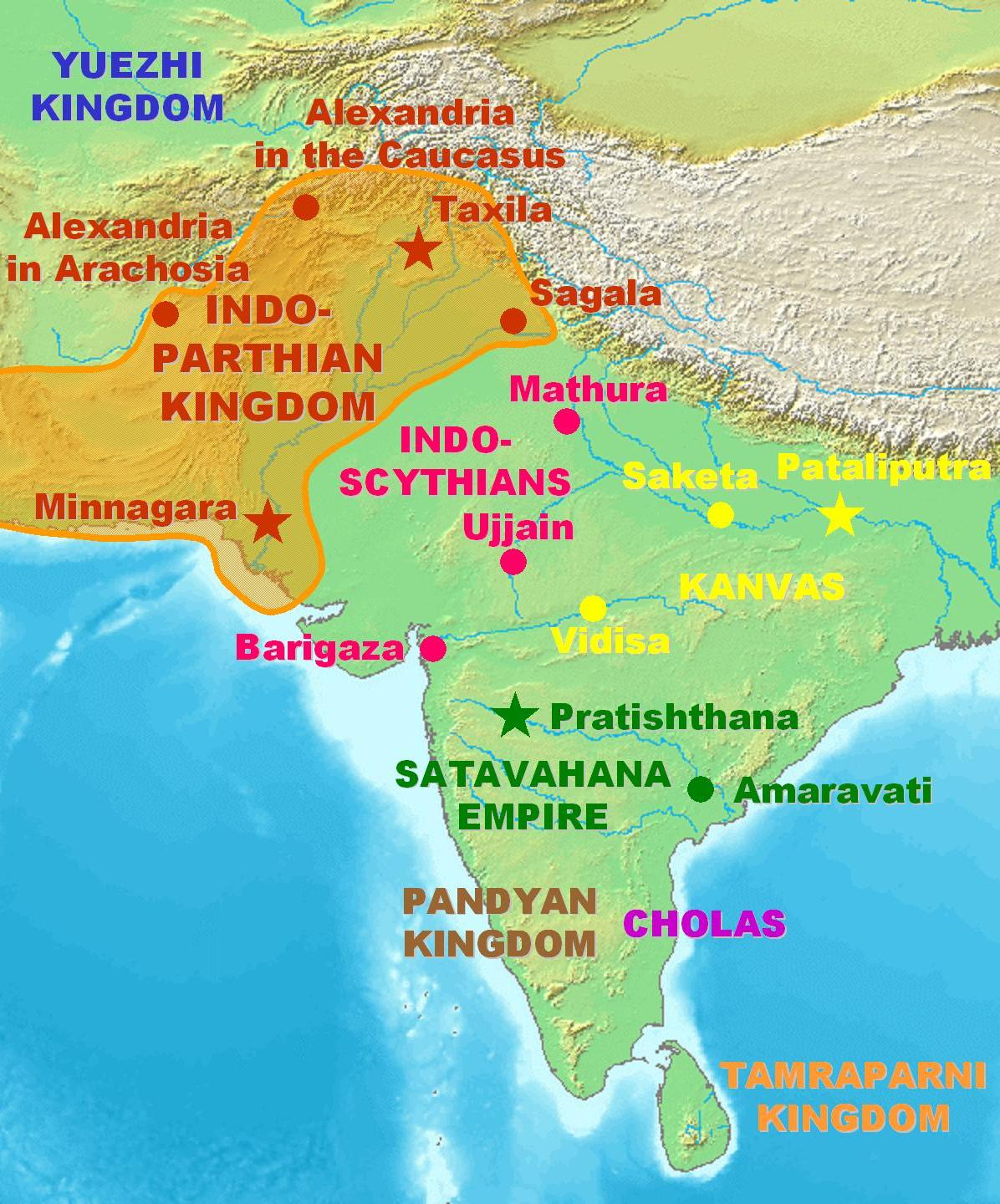
L'implantation maximale du royaume indo-parthe en Inde (en orange)

Le royaume indo-parthe, de 19 EC à 226, a été dirigé par la dynastie Gondopharide et par d'autres dirigeants issus d'un groupe de « rois » d'Asie centrale qui ont régné sur une partie de l'actuel Afghanistan, du Pakistan et du nord-ouest de l'Inde au cours du ou juste avant le Ier siècle. Sur la majeure partie de leur courte histoire, les Gondopharides ont tenu Taxila (dans l'actuelle province du Pendjab au Pakistan) comme leur lieu de résidence, mais au cours de leurs dernières années d'existence cette capitale s'est déplacée entre Kaboul et Peshawar. Ces rois ont traditionnellement été appelés indo-parthes, car leur monnaie s'est souvent inspirée de celles de la dynastie des Arsacides. Mais ils appartenaient probablement à un plus large groupe de tribus iraniennes qui vivaient à l'est des Parthes. Par ailleurs il n'y a aucune preuve que tous les rois qui prirent le titre de Gondopharès, qui signifie  « Porte de la Gloire », aient eu le moindre lien avec le premier Gondopharès.

## GondopharèsIeret ses successeurs
Cinq ans après son apparition au Kapiça Gondopharès Ier a d'abord conquis le Sistan, aujourd'hui dans l'Est de l'Iran. Il est alors probablement vassal ou lié à la famille des Apracarajas. Autour de 20-10  avant l'ère commune (AEC) il a conquis de vastes territoires dans l'ancien royaume indo-scythe, peut-être après la mort du grand souverain que fut Azes I (en), « roi » des Indo-Scythes du Gandhara. Il a régné sur l'Arachosie, le Sistan, le Sind, le Pendjab et la vallée de Kaboul, mais il ne semble pas avoir occupé de territoire au-delà de l'est du Pendjab. Gondopharès se faisait appeler « roi des rois », un titre parthe qui dans son cas reflète correctement ce que l'empire indo-parthe était :  un cadre souple  dans lequel un certain nombre de petits dynastes maintenaient leur position, probablement en échange de leur reconnaissance par Gondopharès et ses successeurs. Dans ces petits dynastes il faut inclure les Apracarajas eux-mêmes, et des satrapes indo-scythes tels que Zeionises et Rajuvula, ainsi que des Scythes anonymes qui ont frappé des imitations de pièces d'Azes. Les Sakas des satrapies de l'Ouest régnaient aussi dans le Gujarat, peut-être juste au-delà des domaines de Gondopharès.
Après la mort de Gondopharès Ier, l'empire a commencé à se fragmenter. Le nom ou le titre Gondopharès a été repris par Sarpedones, qui devient Gondopharès II et était peut-être le fils du premier Gondopharès. Même s'il a prétendu être le principal dirigeant, le pouvoir de Sarpedones était fragile et il a émis une monnaie fragmentée dans le Sind, dans l'est du Pendjab et dans le sud de l'Afghanistan : l'Arachosie . Le successeur le plus important a été Abdagases (en), le neveu de Gondopharès, qui a régné au Pendjab et, éventuellement, dans leur patrie du Seistan. Après un court règne, Sarpedones semble avoir été remplacé par Orthagnes, qui est devenu Gondopharès III Gadana. Orthagnes a régné principalement dans le Seistan et l'Arachosie, et Abdagases plus à l'est, au cours des premières décennies de notre ère. Ce dernier a été brièvement remplacé par son fils Ubouzanes. Après 20 de notre ère, un roi nommé Sases (en), un neveu du souverain Aspavarma des Apracarajas, a repris les territoires d'Abdagases et est devenu Gondopharès IV Sases. Selon Senior, c'est le Gondopharès dont il est fait mention dans l'inscription de Takht-i- Bahi.
Il y avait d'autres petits rois : Sanabares a été un usurpateur éphémère dans le Seistan qui se faisait appeler « Grand Roi des Rois ». Et il y a eu un deuxième Abdagases, un dirigeant nommé Agata dans le Sind, un autre chef appelé Satavastres, et un prince anonyme qui prétendait être frère du roi Arsace ; dans ce cas, un membre effectif de la dynastie régnante chez les Parthes.
Mais les Indo-parthes n'ont jamais retrouvé la puissance de Gondopharès Ier, et à partir du milieu du Ier siècle de notre ère les Kouchans sous Kujula Kadphisès ont commencé à absorber la partie du royaume située au nord de l'Inde. Le dernier roi, Pacores (en) (peut-être avant 100 de notre ère ?), ne régnait plus qu'au Seistan et à Kandahar.

## Les principaux rois indo-parthes

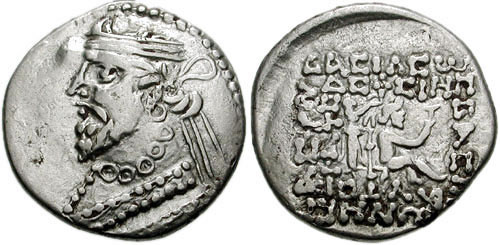
Gondopharès Ier
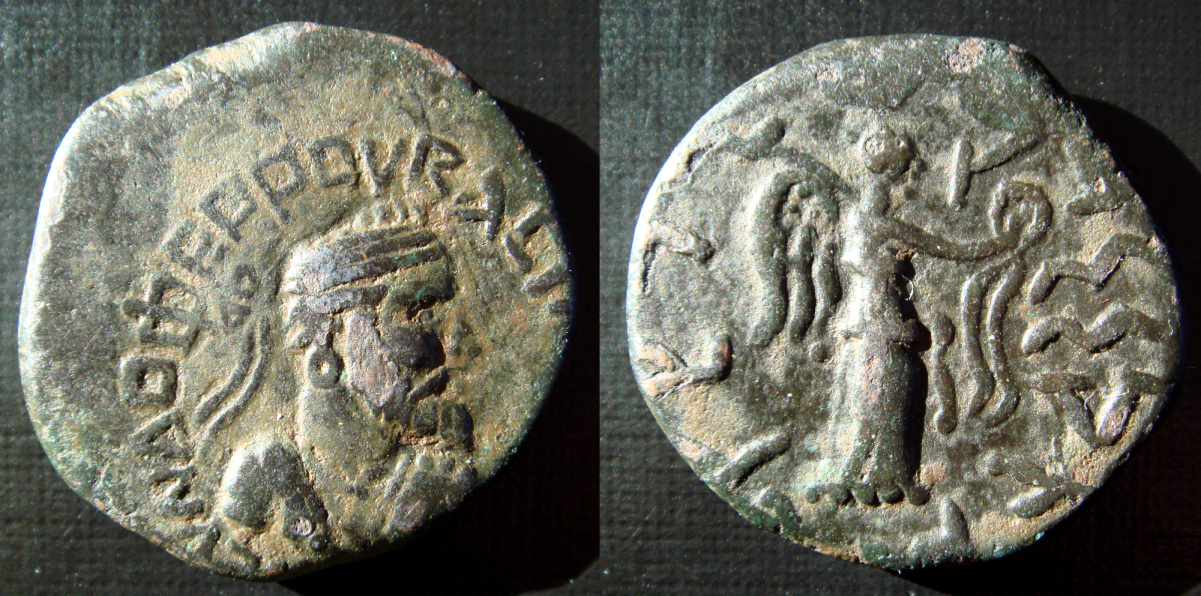
Gondopharès Ier
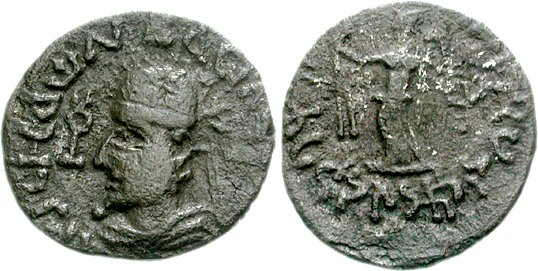
Gondopharès II Sarpedonès
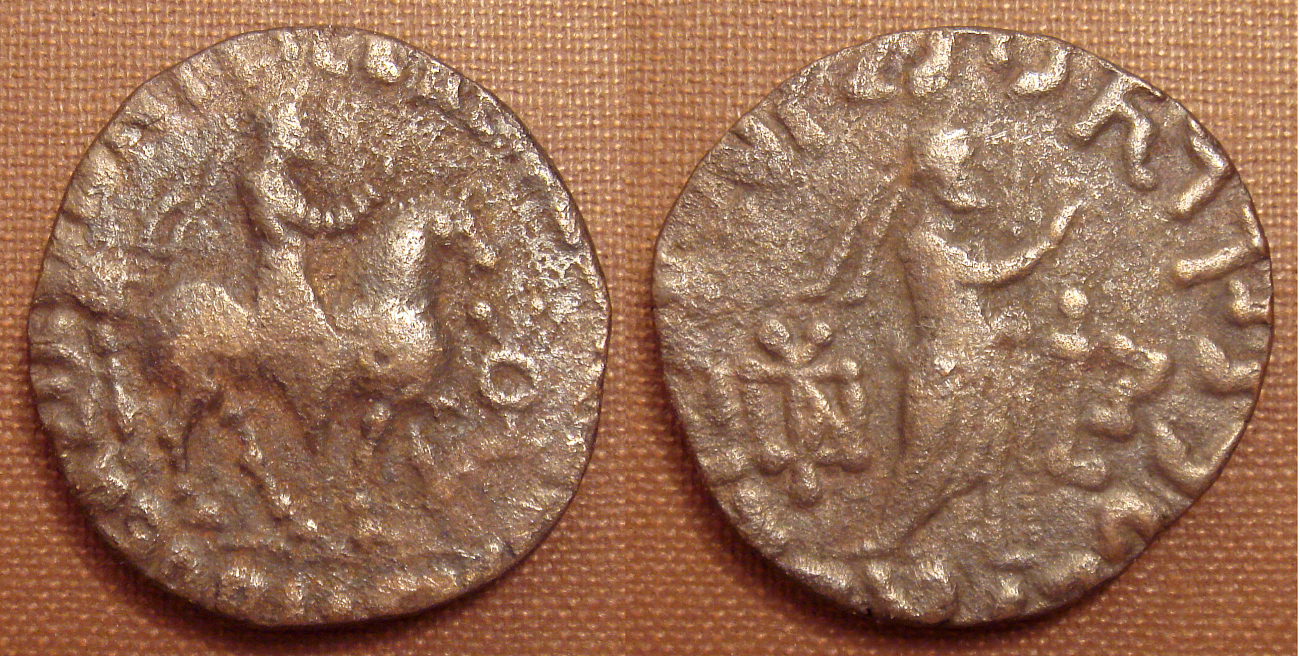
Abdagasès Ier au pantalon large
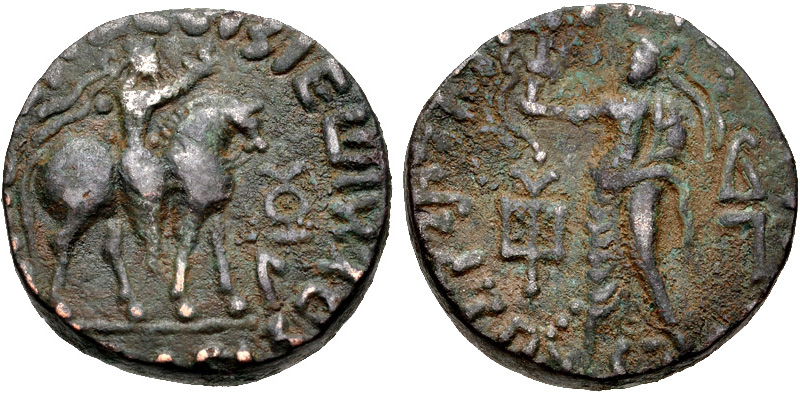
Abdagasès Ier au triratna

Datations approximatives  (Senior 2006) des règnes, sujettes à modifications. .
- Gondopharès Ier (v. 20 avant notre ère - premières années du Ier siècle)
- Gondopharès II Sarpedonès (premières années du Ier siècle - v. 20) [5]
- Abdagasès Ier (premières années du Ier siècle - milieu du Ier siècle)
- Gondopharès III Gadana (autrefois Orthagnès) (v. 20 - v. 30)
- Gondopharès IV Sases, autrefois Sases (v. 85)
- Abdagasès II (milieu du Ier siècle)
- Pacorès (fin du Ier siècle)

## Les sources écrites

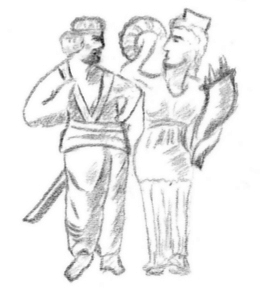
Abdagases couronné par la déesse Tyché. Revers d'une de ses pièces

La ville de Taxila est considérée comme ayant été une (ou « la ») capitale des Indo-Parthes . La fouille du site a été dirigée par John Marshall et on y a trouvé une quantité d'artéfacts de style parthe. Le temple à proximité de Jandial est généralement interprété comme un temple du feu zoroastrien de la période des Indo-Parthes.
Certains écrits anciens décrivent la présence des Indo-Parthes dans la région, comme on le trouve dans l'histoire de l'Apôtre saint Thomas, qui a été recruté en tant que charpentier pour servir à la cour du roi  « Gudnaphar »  (peut être Gondopharès) en Inde. Les Actes de Thomas décrivent, dans le chapitre 17, la visite de  Thomas au roi Gudnaphar dans le nord de l'Inde ; les chapitres 2 et 3 le dépeignent en train de se lancer dans un voyage en mer vers l'Inde, reliant ainsi le voyage de Thomas à la côte ouest de l'Inde.
Comme le souligne Senior, ce Gudnaphar a souvent été identifié avec le premier Gondopharès, qui a ainsi été placé après l'avènement du christianisme, mais il n'y a aucune preuve à cette hypothèse, et la recherche de Senior montre que Gondopharès I pouvait être placé même avant le 1er de notre ère. Si cette histoire a une part de vérité, saint Thomas pourrait avoir rencontré l'un des derniers rois qui portaient le même titre.
Le philosophe grec Apollonios de Tyane est présenté par Philostrate dans « Vie d'Apollonios de Tyane » comme ayant visité l'Inde, et plus particulièrement la ville de Taxila autour de 46 de notre ère. Mais ce texte est  un roman écrit par « quelqu'un dont on peut facilement démontrer qu'il n'avait pas la moindre connaissance de l'Inde ».
« Le périple de la mer Érythrée » est un antique guide du Ier siècle de notre ère, qui indique les routes maritimes communément utilisées pour parcourir la mer d'Arabie. Il décrit la présence des rois Parthes se battant entre eux dans la région du Sindh, une région traditionnellement connue à l'époque comme  partie de la « Scythie » en raison de la précédente puissance des Indo-Scythes à cet endroit :
« Ce fleuve ( l'Indus ) a sept bouches, très peu profondes et marécageuses, de sorte qu'elles ne sont pas navigables, sauf celle du milieu; où l'on rencontre, sur le rivage, le bourg de Barbaricum. Devant se trouve une petite île, et à l'intérieur  des terres, derrière cette île, s'étend la métropole de la Scythie, Minnagara ; elle est soumise à des princes parthes qui sont constamment en train de se renverser les uns les autres. »
Cette situation politique correspondrait bien, selon Gérard Fussman, à celle de l'Inde du nord-ouest entre 30 et 50 de notre ère, avant sa conquête par les Kouchans.

## Les religions des Indo-Parthes

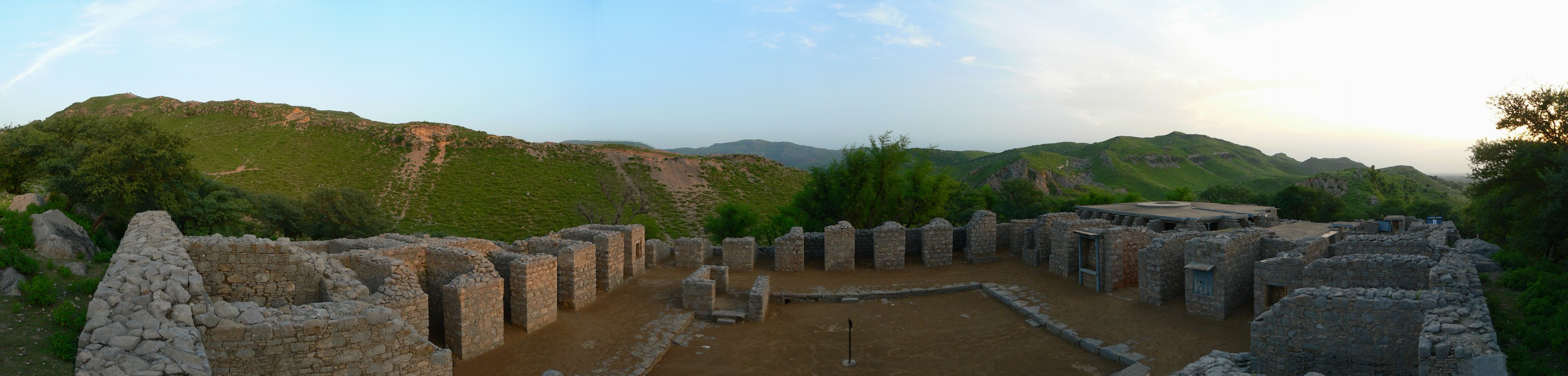
Cellules des moines, monastère bouddhiste, site de Jaulian. Taxilla, Pendjab, Pakistan

Au contraire des Indo-Grecs ou des Indo-Scythes, il n'y a pas de texte explicite où des dirigeants Indo-Parthes auraient doté un quelconque établissement bouddhiste. Ceux-ci ont néanmoins continué à prospérer, comme à Taxila. On ne trouve donc aucune dédicace à ce propos, ni d'inscription religieuse ou de récit légendaire. Par ailleurs, bien que les pièces de monnaie indo-parthes imitent généralement la numismatique grecque, elles n'affichent qu'exceptionnellement le symbole du Trois Joyaux (triratna) bouddhiste (à part chez les derniers rois), et on n'y trouve pas plus d'éléphant ou de taureau, comme symboles religieux alors que ceux-ci ont été abondamment utilisés par leur prédécesseurs. 
Les Indo-Parthes sont connus pour avoir protégé le zoroastrisme, étant  eux-mêmes d'origine iranienne. Ils ont transmis cet ensemble religieux et mythologique iranien aux Kouchans (entre particulier aux populations du  Gandhara), lesquels ont ensuite apporté leur soutien aux trois religions : le zoroastrisme, le bouddhisme et l'hindouisme. On considère généralement que la plupart des fouilles qui ont été faites à Sirkap près de Taxila par John Marshall concernent les couches indo-parthes, et pourtant des études plus récentes[réf. nécessaire] montrent qu'elles concernent peut-être les Indo-Grecs. Ces recherches archéologiques ont fourni une quantité  d'artéfacts hellénistiques sur des éléments architecturaux du culte bouddhiste (stupas). Certains autres temples, comme celui de Jandial à proximité de Taxila, peuvent avoir été utilisés comme temple du feu zoroastrien[réf. nécessaire].
Par ailleurs Eusèbe de Césarée indique, dans son Histoire ecclésiastique (III, I, I) que l'apôtre Thomas évangélisa les Parthes, lesquels seraient, selon Emmanuel Choisnel « très certainement » des Indo-Parthes de l'Empire indien de Gondopharès. Cet Empire ayant englobé, dans son extension maximale, le Sind (sud du Pakistan) et l'embouchure de l'Indus.

## Archéologie

### Les palettes à fard

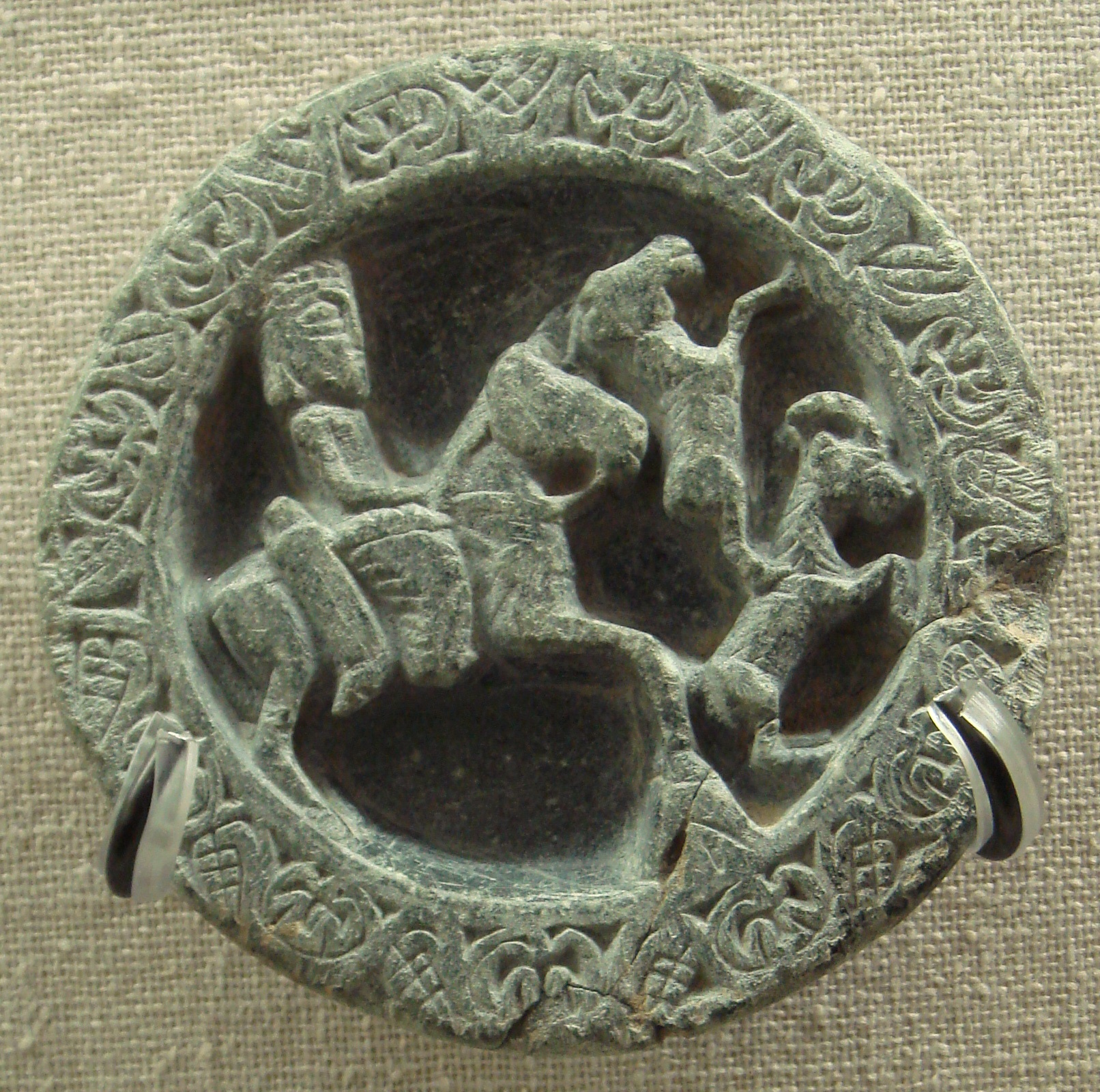
Cavalier et caprinés
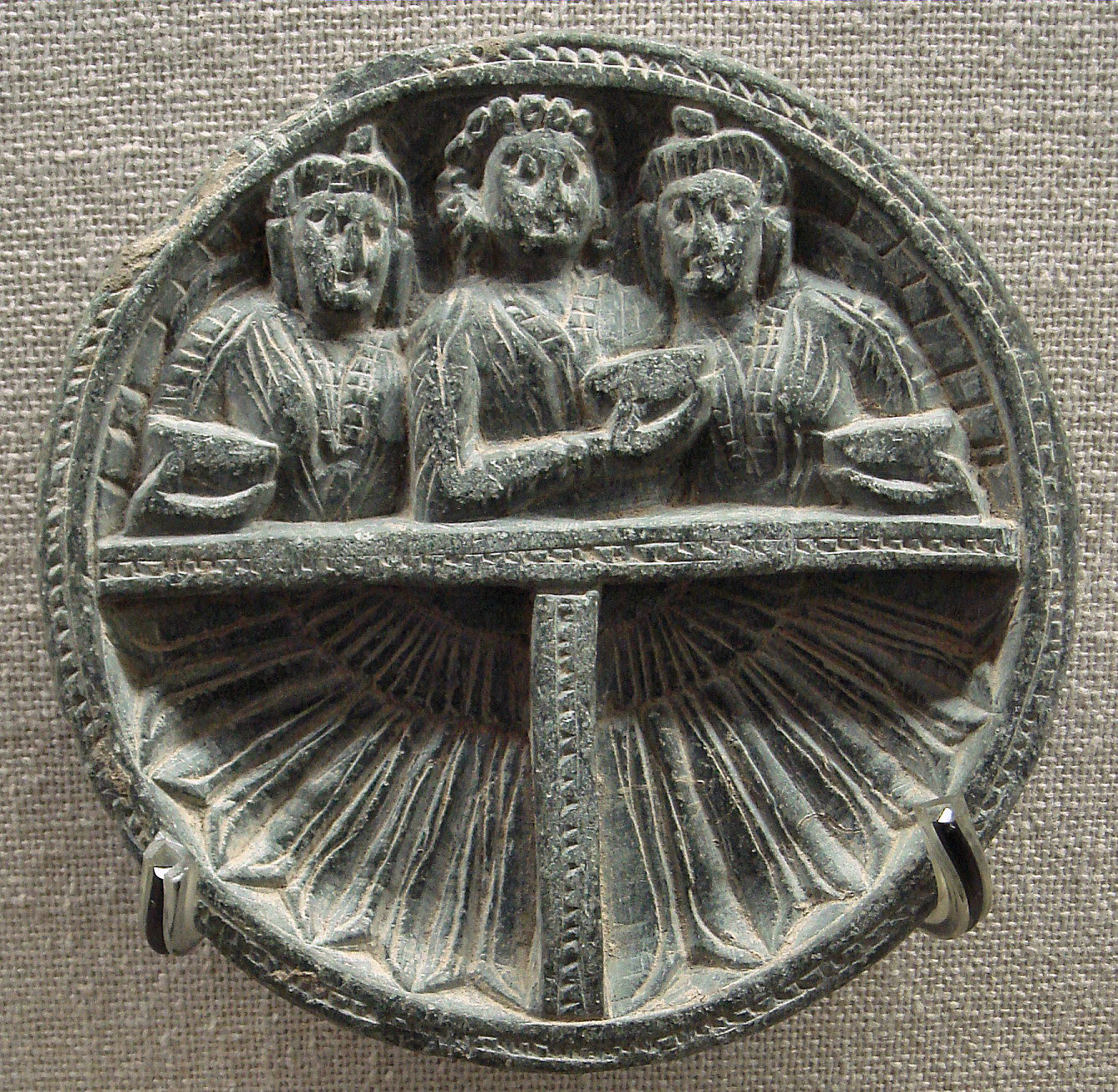
Un banquet
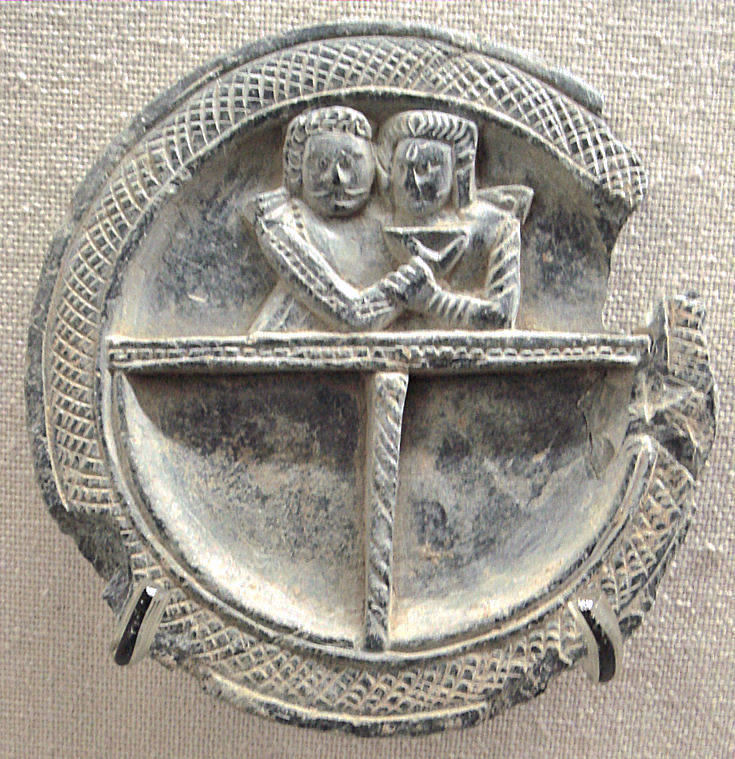
Couple
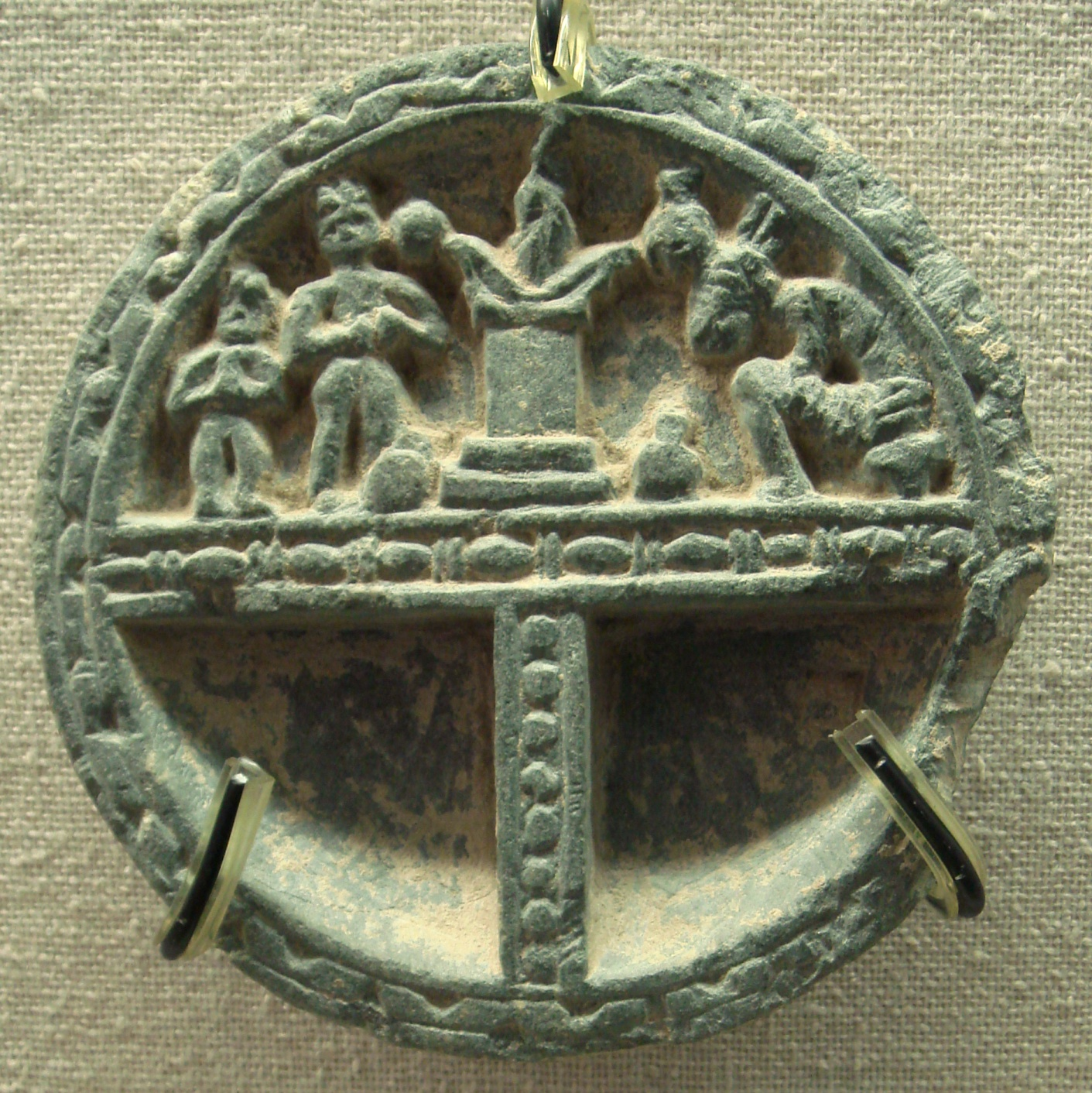
Orants devant l'autel du feu
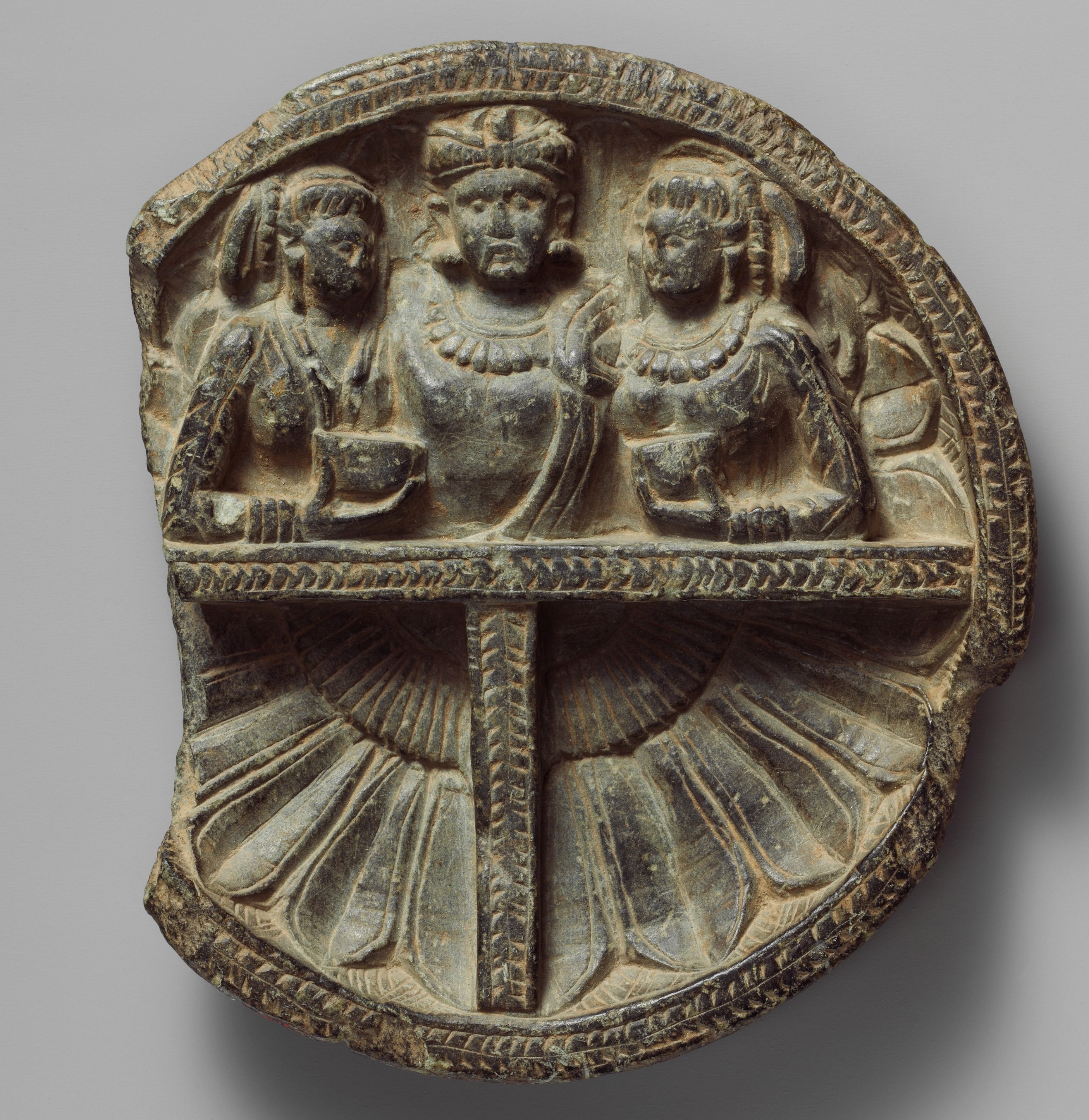
Héraclès ivre et deux femmes. Schiste, d. 15,6 cm. Gandhara, Ier siècle Met. museum

De nombreuses palettes de pierre trouvées au Gandhara caractérisent l'art indo-parthe. Il s'agit de palettes à fard, de forme circulaire et traitées à la différence des miroirs en bronze de l'époque :  tandis que les miroirs de bronze étaient décorés sur des reliefs se détachant sur la surface plane de l'objet, les palettes de pierre sont lisses sur la face utile et décorées sur le revers concave. On en a trouvé un grand nombre sur le site de Taxila. Les scènes de banquet sont nombreuses, mais une très grande variété de scènes permet d'avoir de bonnes représentations de la vie privée au Gandhara. Ces sculptures en relief, ou parfois en faible relief incisé, combinent les influences grecques et perses, avec une frontalité dans les représentations. Cette pratique formelle est considérée comme caractéristique de l'art des Parthes. Ces palettes n'ont été trouvées que dans les couches archéologiques des époques indo-grecques, indo-scythes et indo-parthes, et sont inconnues dans les couches Maurya précédentes ou celles des Kushans, ensuite.

### La représentation des Indo-Parthes
Sur leurs pièces et dans l'art du Gandhara, les Indo-Parthes sont dépeints avec de courtes vestes croisées et de grands pantalons bouffants, costume éventuellement complété par un sur-pantalon. Leurs vestes sont ornées de rangées d'anneaux ou de médailles décoratives. Leur chevelure est généralement touffue et contenue avec un bandeau, une pratique largement adoptée par les Parthes à partir du Ier siècle de notre ère. Des individus en tenue indo-parthe sont parfois présentés dans les scènes de dévotion bouddhistes, sur des éléments architecturaux. 

### La sculpture bouddhiste
Les statues trouvées sur le site de Sirkap, à Taxila, au niveau correspondant à la fin de l'époque scythe jusqu'à l'époque parthe (niveau 2, v. 1 - 60) suggèrent un état de l'art du Gandhara déjà développé au moment ou avant même la domination parthe. Une grande diversité de statues, allant de dieux hellénistiques à divers laïcs  et dévots du Gandhara, sont mis en scène avec ce que l'on pense être les premières représentations du Bouddha et des bodhisattvas. Aujourd'hui il est encore difficile de savoir quand l'art gréco-bouddhique du Gandhara est précisément apparu, mais les résultats à Sirkap indiquent que cet art était déjà très développé avant l'avènement des Kouchans .

## La Route de la soie et la transmission du bouddhisme

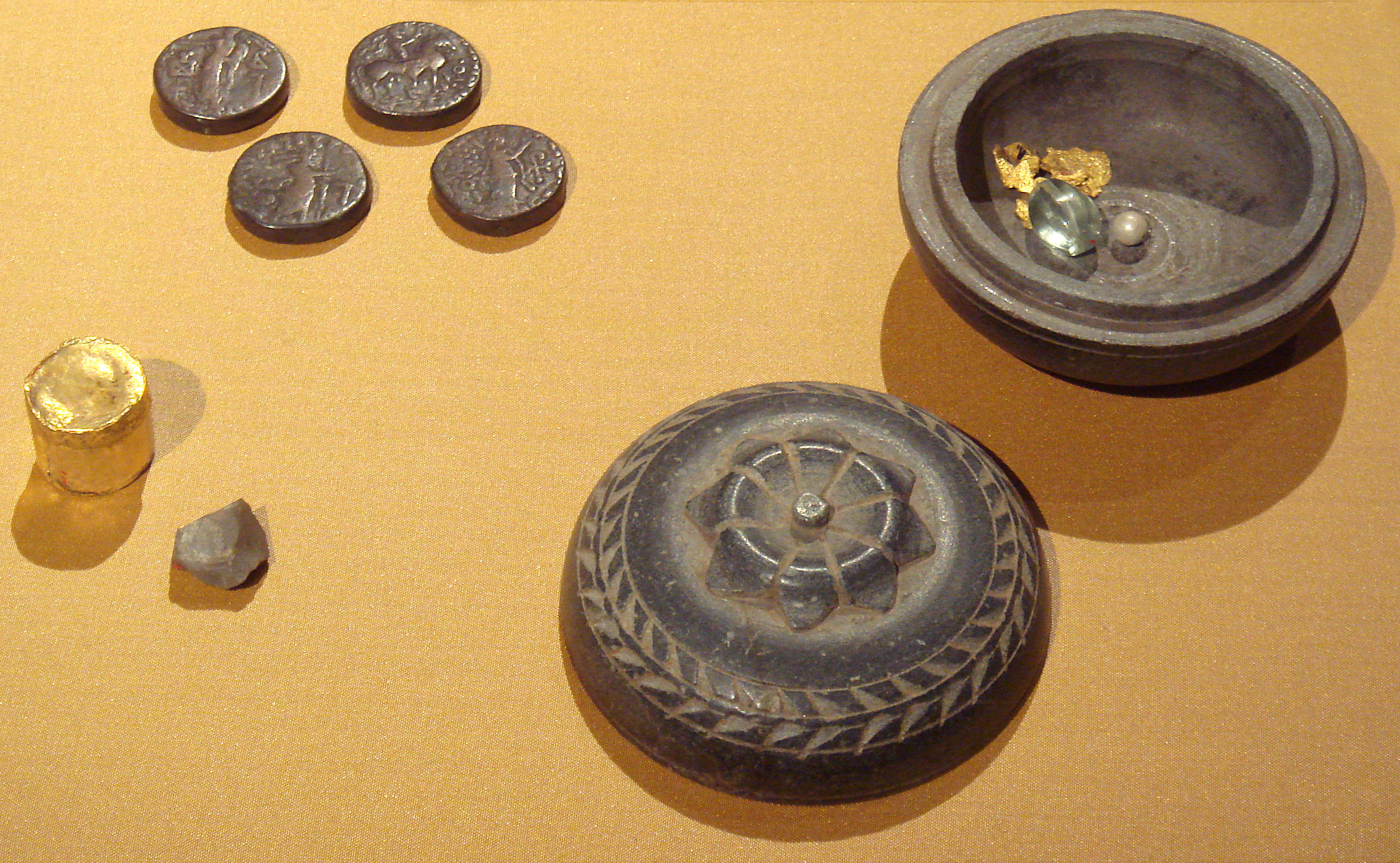
Reliquaire bouddhiste et son contenu du Ier siècle avec des numéraires de Gondopharès IV Sases, 1re ligne à gauche, 2e ligne, à gauche :trishula bouddhique (hindouiste ?) / Zeus

Certaines poches du royaume parthe ont subsisté dans l'Est, même après la prise de contrôle par les Sassanides en 226. Au IIe siècle, plusieurs missionnaires bouddhistes d'Asie centrale sont allés dans les capitales chinoises de Luoyang et parfois Nankin, où ils se sont distingués notamment par leur œuvre de traduction. Les traducteurs d'abord connus des textes bouddhiques en chinois sont en fait des missionnaires parthes, qui se distinguent en chinois par leur nom de famille parthe An pour Anshi : pays des Arsacides.
- An Shih Kao (chinois traditionnel : 安世高; pinyin: Ān Shìgāo), prince parthe, auteur des premières traductions de textes bouddhistes Hinayana connus en chinois (de 148 à 170) .
- An Hsuan, (chinois traditionnel : 安玄;  pinyin: Ānxuán), marchand parthe devenu moine en Chine en 181 .
- Tan - ti (v. 254), un moine parthe .
- An Fajin (281-306), un moine d'origine parthe .